# Нове Лончино
Нове Лончино (пол. Nowe Łączyno) — село в Польщі, у гміні Дзежґово Млавського повіту Мазовецького воєводства.
Населення — 65 осіб (2011).
У 1975-1998 роках село належало до Цехановського воєводства.

## Демографія
Демографічна структура станом на 31 березня 2011 року:
|          | Загалом | Допрацездатний вік | Працездатний вік | Постпрацездатний вік |
| -------- | ------- | ------------------ | ---------------- | -------------------- |
| Чоловіки | 30      | 5                  | 21               | 4                    |
| Жінки    | 35      | 9                  | 18               | 8                    |
| Разом    | 65      | 14                 | 39               | 12                   |